# Ernei
Ernei (Hongaars: Nagyernye) is een comună in het district Mureș, Transsylvanië, Roemenië. Het is opgebouwd uit zes dorpen, namelijk:
- Căluşeri
- Dumbrăvioara
- Ernei
- Icland
- Săcăreni
- Sângeru de Pădure

## Geschiedenis
Het maakte deel uit van de regio Szeklerland in de historische provincie Transsylvanië. Tot in 1876 maakte het deel uit van het Marosszék Comitaat, daarna behoorde het tot in 1918 tot het Maros-Torda Comitaat van Koninkrijk Hongarije. Het werd een deel van Roemenië na het Verdrag van Trianon uit 1920. Als gevolg van de Tweede Scheidsrechterlijke Uitspraak van Wenen werd het in tussen 1940 en 1944 opnieuw een deel van Hongarije. Na de Tweede Wereldoorlog kwam het onder Roemeense administratie en werd het uiteindelijk opnieuw een deel van Roemenië in 1947. Tussen 1952 en 1960 maakte het deel uit van de Hongaarse Autonome Provincie, daarna van de Mureș-Hongaarse Autonome Provincie tot deze werd afgeschaft in 1968. Sindsdien hoor het bij district Mureș.

## Demografie
In 2002 telde de comună zo'n 5.219 inwoners, in 2007 waren dit er al 5.467. Dat is een stijging met 248 inwoners (+4,8%) in vijf jaar tijd. Ernei heeft een Szeklers-Hongaarse meerderheid. Het telde in 2007 zo'n 5.467 inwoners waarvan er 4.534 (83,0%) Hongaren waren. Ernei had zijn grootste aantal inwoners in 1966, het telde er toen 6.014.
Ten opzichte van 2002 is de gemeente weer aan het groeien. Dit komt met name door suburbanisatie vanuit Târgu Mureș. De gemeente telde in 2011 5835 inwoners waaronder 452 Roemenen (7,7%), 4284 Hongaren (73,4%) en 953 Roma (16,3%). Het aandeel van de Hongaren is daarmee gedaald in deze gemeente in de historische regio Szeklerland.

## Galerij

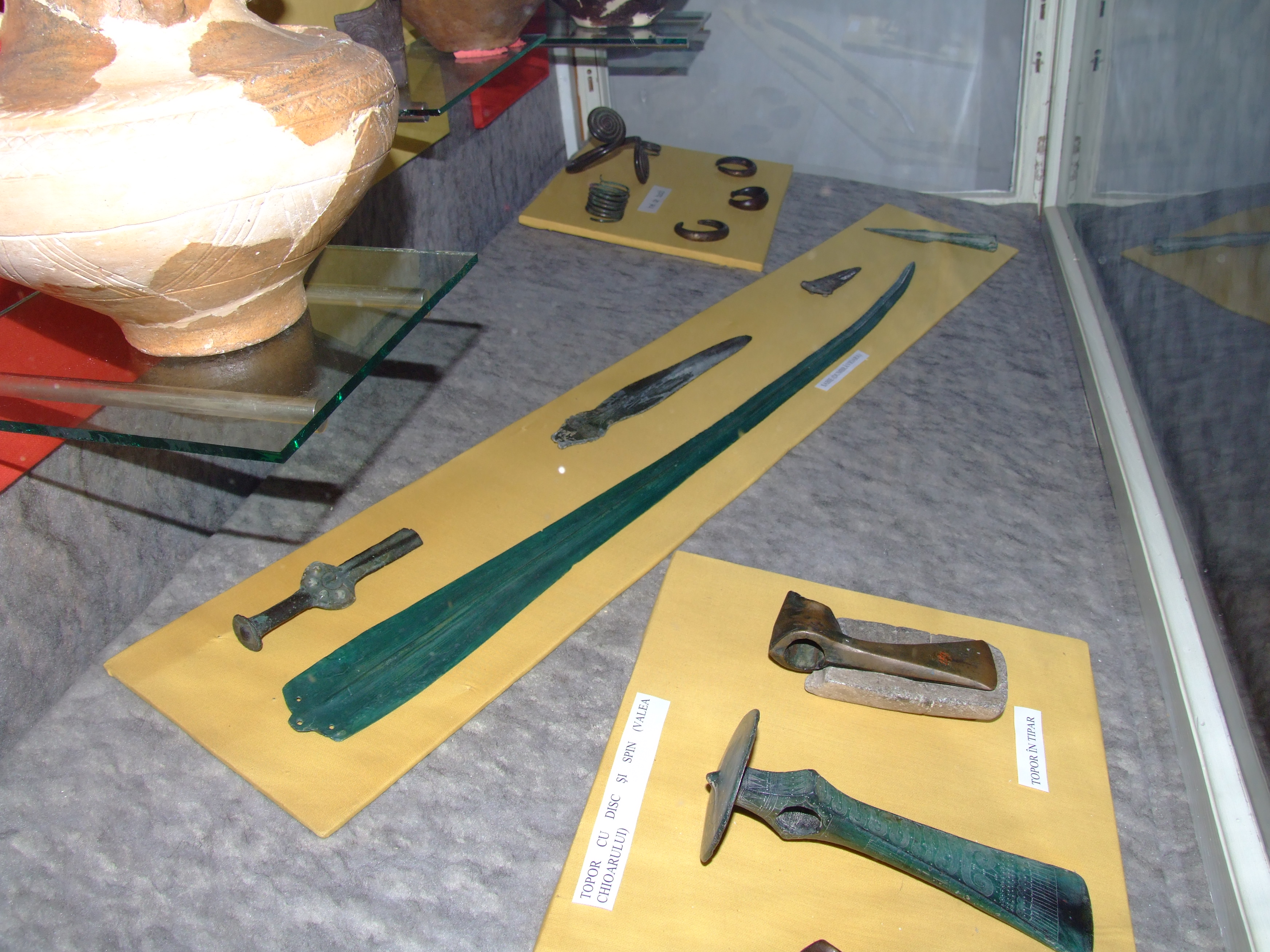
Een Myceens (3.800 - 1.200 voor Christus) bronzen zwaard dat gevonden werd in Dumbrăvioara. Te zien in het Nationaal Museum van de Transsylvaanse Geschiedenis, te Cluj-Napoca.
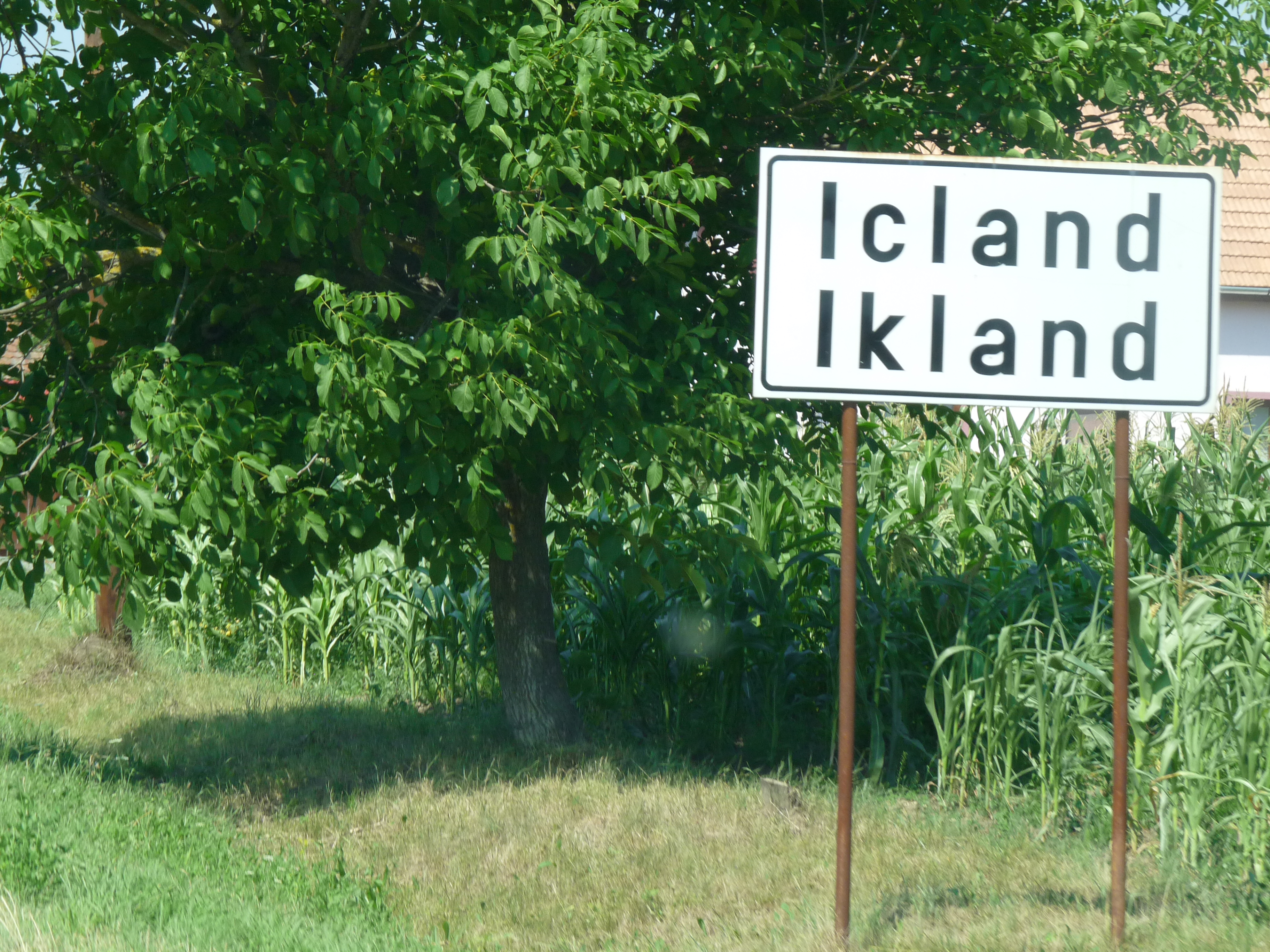
Toegangsbord van het dorp Icland, met Hongaarse benaming Ikland.